# Zoey Deutch
Zoey Deutch   (Los Angeles, 10 de novembre de 1994) Zoey Francis Thompson Deutch és una actriu, productora i model. És coneguda pel seu paper de Maya en la sèrie de Disney Channel Zack i Cody: Bessons a bord (2010), en les pel·lícules Vampire Academy (2014), Why Him? (2016), Before I Fall (2017) i Zombieland: Double Tap (2019), i en la sèrie de Netflix The Politician (2019). També és coneguda per haver sortit en el vídeo oficial de la cançó «Perfect» del cantant britànic Ed Sheeran.

## Cinema
| Any  | Títol original                 | Rol                       |
| ---- | ------------------------------ | ------------------------- |
| 2011 | Mayor Cupcake                  | Lana Maroni               |
| 2012 | The Amazing Spider-Man         | Gossip Girl               |
| 2013 | Beautiful Creatures            | Emily Asher               |
| 2014 | Vampire Academy                | Rosemarie "Rose" Hathaway |
| 2016 | Of Dogs and Men (curtmetratge) | Lily                      |
| 2016 | Dirty Grandpa                  | Shadia                    |
| 2016 | Everybody Wants Some!!         | Beverly                   |
| 2016 | Vincent N Roxxy                | Kate                      |
| 2016 | Good Kids                      | Nora Sullivan             |
| 2016 | Why Him?                       | Stephanie Fleming         |
| 2017 | Before I Fall                  | Samantha Kingston         |
| 2017 | Rebel in the Rye               | Oona O'Neill              |
| 2017 | The Disaster Artist            | Bobbi                     |
| 2017 | Flower                         | Erica Vandross            |
| 2017 | The Year of Spectacular Men    | Sabrina Klein             |
| 2018 | Set It Up                      | Harper Moore              |
| 2018 | The Professor                  | Claire                    |
| 2019 | Buffaloed                      | Peg Dahl                  |
| 2019 | Zombieland: Double Tap         | Madison                   |
| 2022 | The Outfit                     | Mable Shaun               |
| 2022 | Not Okay                       | Danni Sanders             |
| 2022 | Something from Tiffany's       | Rachel Meyer              |
| TBA  | Juror No. 2                    | Allison "Ally" Crewson    |
| TBA  | Anniversary                    |                           |
| TBA  | The Threesome                  |                           |
| TBA  | The New Wave                   | Jean Seberg               |